# Tournoi de tennis du Chili (ATP 2007)
Pour un article plus général, voir Tournoi de tennis du Chili.
Résultats détaillés de l'édition 2007 du tournoi de tennis professionnel masculin du Chili. Cette dernière appartenant à la catégorie ATP 250, s'est tenue du 29 janvier au 4 février sur terre en extérieur à Viña del Mar. C'est la 23e édition du tournoi.

## Faits marquants
- Luis Horna remporte son 2e titre en simple face à Nicolás Massú. Ce dernier échoue en finale pour la 2de fois consécutive.
- En double Paul Capdeville et Óscar Hernández remportent le titre face à la paire espagnole Albert Montañés/Rubén Ramírez Hidalgo. Il s'agit pour tous les deux de leur 1er titre.

## Résultats en simple

### Parcours
| No | Équipe                   | Résultat      | Ultimes adversaires |
| -- | ------------------------ | ------------- | ------------------- |
| 1  | Fernando González        | 1/4 de finale | Albert Montañés (7) |
| 2  | Gastón Gaudio            | Poule         | Carlos Berlocq      |
| 3  | Nicolás Massú            | Finale        | Luis Horna (5)      |
| 4  | Rubén Ramírez Hidalgo    | Poule         | Igor Andreev        |
| 5  | Luis Horna               | Victoire      | Nicolás Massú (3)   |
| 6  | Sergio Roitman           | 1/4 de finale | Nicolás Massú (3)   |
| 7  | Albert Montañés          | 1/2 finale    | Nicolás Massú (3)   |
| 8  | Martín Vassallo Argüello | 1/2 finale    | Luis Horna (5)      |

| No | Joueur            | Résultat | Ultime adversaire            |
| -- | ----------------- | -------- | ---------------------------- |
| 1  | Óscar Hernández   | Poule    | Albert Montañés (7)          |
| 2  | Albert Portas     | Poule    | Martín Vassallo Argüello (8) |
| 3  | Juan Pablo Guzmán | Poule    | Sergio Roitman (6)           |

| No | Joueur          | Résultat | Ultime adversaire   |
| -- | --------------- | -------- | ------------------- |
| 1  | Paul Capdeville | Poule    | Nicolás Massú (3)   |
| 2  | Gustavo Kuerten | Poule    | Albert Montañés (7) |

### Round robin (phase de poule)
Le 1er joueur de chaque poule est qualifié pour les quarts de finale.
- Poule 1 :

| Vainqueur                 | Adversaire                | Score         |
| ------------------------- | ------------------------- | ------------- |
| Igor Andreev              | Diego Hartfield           | 6-3, 3-6, 6-4 |
| Igor Andreev              | Rubén Ramírez Hidalgo (4) | 7-63, 6-1     |
| Rubén Ramírez Hidalgo (4) | Diego Hartfield           | 6-4, 6-1      |

- Poule 2 :

| Vainqueur      | Adversaire           | Score     |
| -------------- | -------------------- | --------- |
| Carlos Berlocq | Iván Navarro         | 7-64, 6-2 |
| Iván Navarro   | Diego Junqueira (LL) | 6-3, 7-65 |
| Carlos Berlocq | Gastón Gaudio (2)    | 6-2, 6-2  |

- Poule 3 :

| Vainqueur            | Adversaire           | Score     |
| -------------------- | -------------------- | --------- |
| Paul Capdeville (WC) | Gorka Fraile         | 7-63, 6-1 |
| Nicolás Massú (3)    | Gorka Fraile         | 6-3, 6-2  |
| Nicolás Massú (3)    | Paul Capdeville (WC) | 6-4, 6-3  |

- Poule 4 :

| Vainqueur           | Adversaire           | Score      |
| ------------------- | -------------------- | ---------- |
| Óscar Hernández (Q) | Gustavo Kuerten (WC) | 7-62, 7-63 |
| Albert Montañés (7) | Gustavo Kuerten (WC) | 6-1, 6-4   |
| Albert Montañés (7) | Óscar Hernández (Q)  | 6-3, 7-5   |

- Poule 5 :

| Vainqueur      | Adversaire       | Score    |
| -------------- | ---------------- | -------- |
| Ricardo Mello  | Alessio Di Mauro | 6-0, 6-4 |
| Luis Horna (5) | Alessio Di Mauro | 6-1, 6-2 |
| Luis Horna (5) | Ricardo Mello    | 6-3, 6-1 |

- Poule 6 :

| Vainqueur             | Adversaire       | Score         |
| --------------------- | ---------------- | ------------- |
| Olivier Patience      | Thiago Alves     | 6-2, 6-4      |
| Fernando González (1) | Thiago Alves     | 6-2, 6-2      |
| Fernando González (1) | Olivier Patience | 5-7, 6-0, 6-4 |

- Poule 7 :

| Vainqueur                    | Adversaire        | Score     |
| ---------------------------- | ----------------- | --------- |
| Albert Portas (Q)            | Boris Pašanski    | 6-3, 6-3  |
| Martín Vassallo Argüello (8) | Boris Pašanski    | 7-62, 6-4 |
| Martín Vassallo Argüello (8) | Albert Portas (Q) | 6-1, 6-1  |

- Poule 8 :

| Vainqueur          | Adversaire            | Score         |
| ------------------ | --------------------- | ------------- |
| Mariano Zabaleta   | Juan Pablo Guzmán (Q) | 6-3, 6-4      |
| Sergio Roitman (6) | Mariano Zabaleta      | 6-4, 6-4      |
| Sergio Roitman (6) | Juan Pablo Guzmán (Q) | 4-6, 6-4, 6-3 |

### Tableau final
|  |                      |               |                          |               |               |                 |     |            |            |            |            |            |               |     |        |        |        |        |        |  |  |
|  | 1/4 de finale        | 1/4 de finale | 1/4 de finale            | 1/4 de finale | 1/4 de finale |                 |     | 1/2 finale | 1/2 finale | 1/2 finale | 1/2 finale | 1/2 finale |               |     | Finale | Finale | Finale | Finale | Finale |  |  |
|  |                      |               |                          |               |               |                 |     |            |            |            |            |            |               |     |        |        |        |        |        |  |  |
|  |                      |               |                          |               |               |                 |     |            |            |            |            |            |               |     |        |        |        |        |        |  |  |
|  | Fernando González    | (1)           | 3                        | 6             | 4             |                 |     |            |            |            |            |            |               |     |        |        |        |        |        |  |  |
|  | Fernando González    | (1)           | 3                        | 6             | 4             |                 |     |            |            |            |            |            |               |     |        |        |        |        |        |  |  |
|  | Albert Montañés      | (7)           | 6                        | 3             | 6             |                 |     |            |            |            |            |            |               |     |        |        |        |        |        |  |  |
|  | Albert Montañés      | (7)           | 6                        | 3             | 6             | Albert Montañés | (7) | 1          | 3          |            |            |            |               |     |        |        |        |        |        |  |  |
|  |                      |               |                          |               |               | Albert Montañés | (7) | 1          | 3          |            |            |            |               |     |        |        |        |        |        |  |  |
|  |                      |               | Nicolás Massú            | (3)           | 6             | 6               |     |            |            |            |            |            |               |     |        |        |        |        |        |  |  |
|  | Nicolás Massú        | (3)           | Nicolás Massú            | (3)           | 6             | 6               | 0   | 7          |            |            |            |            |               |     |        |        |        |        |        |  |  |
|  | Nicolás Massú        | (3)           |                          |               |               |                 |     |            |            |            |            |            |               |     |        |        |        |        |        |  |  |
|  | Sergio Roitman       | (6)           | 6                        | 63            | ab.           |                 |     |            |            |            |            |            |               |     |        |        |        |        |        |  |  |
|  | Sergio Roitman       | (6)           | 6                        | 63            | ab.           |                 |     |            |            |            |            |            | Nicolás Massú | (3) | 5      | 3      |        |        |        |  |  |
|  |                      |               |                          |               |               |                 |     |            |            |            |            |            | Nicolás Massú | (3) | 5      | 3      |        |        |        |  |  |
|  |                      | Luis Horna    | (5)                      | 7             | 6             |                 |     |            |            |            |            |            |               |     |        |        |        |        |        |  |  |
|  | Luis Horna           | Luis Horna    | (5)                      | 7             | 6             | (5)             | 6   | 6          |            |            |            |            |               |     |        |        |        |        |        |  |  |
|  | Luis Horna           |               |                          |               |               |                 | 6   | 6          |            |            |            |            |               |     |        |        |        |        |        |  |  |
|  | Igor Andreev         |               | 3                        | 3             |               |                 |     |            |            |            |            |            |               |     |        |        |        |        |        |  |  |
|  | Igor Andreev         | Luis Horna    | 3                        | 3             | (5)           | 7               | 6   |            |            |            |            |            |               |     |        |        |        |        |        |  |  |
|  |                      |               |                          |               |               | 7               | 6   |            |            |            |            |            |               |     |        |        |        |        |        |  |  |
|  |                      |               | Martín Vassallo Argüello | (8)           | 5             | 4               |     |            |            |            |            |            |               |     |        |        |        |        |        |  |  |
|  | M. Vassallo Argüello | (8)           | Martín Vassallo Argüello | (8)           | 5             | 4               | 3   | 6          | 7          |            |            |            |               |     |        |        |        |        |        |  |  |
|  | M. Vassallo Argüello | (8)           |                          |               |               |                 | 3   | 6          | 7          |            |            |            |               |     |        |        |        |        |        |  |  |
|  | Carlos Berlocq       |               | 6                        | 3             | 5             |                 |     |            |            |            |            |            |               |     |        |        |        |        |        |  |  |
|  | Carlos Berlocq       |               | 6                        | 3             | 5             |                 |     |            |            |            |            |            |               |     |        |        |        |        |        |  |  |

## Résultats en double

### Parcours
| No | Équipe                         | Résultat   | Ultimes adversaires                     |
| -- | ------------------------------ | ---------- | --------------------------------------- |
| 1  | Martín García Sebastián Prieto | 1er tour   | Albert Montañés Rubén Ramírez Hidalgo   |
| 2  | Luis Horna Sergio Roitman      | 1er tour   | Juan Pablo Guzmán Mariano Zabaleta      |
| 3  | Marcelo Melo André Sá          | 1/2 finale | Paul Capdeville Óscar Hernández         |
| 4  | Pablo Cuevas Adrián García     | 1er tour   | Carlos Berlocq Martín Vassallo Argüello |

| No | Équipe                                       | Résultat | Ultimes adversaires                 |
| -- | -------------------------------------------- | -------- | ----------------------------------- |
| 1  | Guillermo Hormazábal Hans Podlipnik-Castillo | 1er tour | André Ghem Juan Antonio Marín (Alt) |
| 2  | Gustavo Kuerten Flavio Saretta               | 1er tour | Marcelo Melo André Sá               |

### Tableau
|  |                                              |                                         |                                         |                                         |                                         |                                         |                                  |                       |                                       |                                       |                                       |                                       |                                       |                                       |                                       |                                       |        |        |        |        |        |        |        |        |
|  | 1er tour                                     | 1er tour                                | 1er tour                                | 1er tour                                | 1er tour                                |                                         |                                  | 1/4 de finale         | 1/4 de finale                         | 1/4 de finale                         | 1/4 de finale                         | 1/4 de finale                         |                                       |                                       | Finale                                | Finale                                | Finale | Finale | Finale | Finale | Finale | Finale | Finale | Finale |
|  |                                              |                                         |                                         |                                         |                                         |                                         |                                  |                       |                                       |                                       |                                       |                                       |                                       |                                       |                                       |                                       |        |        |        |        |        |        |        |        |
|  |                                              |                                         |                                         |                                         |                                         |                                         |                                  |                       | 1/2 finale                            |                                       |                                       |                                       |                                       |                                       |                                       |                                       |        |        |        |        |        |        |        |        |
|  |                                              |                                         |                                         |                                         |                                         |                                         |                                  |                       |                                       |                                       |                                       |                                       |                                       |                                       |                                       |                                       |        |        |        |        |        |        |        |        |
|  |                                              |                                         |                                         |                                         |                                         |                                         |                                  |                       |                                       |                                       |                                       |                                       |                                       |                                       |                                       |                                       |        |        |        |        |        |        |        |        |
|  | Martín García Sebastián Prieto               | (1)                                     | 4                                       | 7                                       | 9                                       |                                         |                                  |                       |                                       |                                       |                                       |                                       |                                       |                                       |                                       |                                       |        |        |        |        |        |        |        |        |
|  | Martín García Sebastián Prieto               | (1)                                     | 4                                       | 7                                       | 9                                       |                                         |                                  |                       |                                       |                                       |                                       |                                       |                                       |                                       |                                       |                                       |        |        |        |        |        |        |        |        |
|  | Albert Montañés Rubén Ramírez Hidalgo        |                                         | 6                                       | 5                                       | 11                                      |                                         |                                  |                       |                                       |                                       |                                       |                                       |                                       |                                       |                                       |                                       |        |        |        |        |        |        |        |        |
|  | Albert Montañés Rubén Ramírez Hidalgo        | Albert Montañés Rubén Ramírez Hidalgo   | 6                                       | 5                                       | 11                                      |                                         | 6                                | 6                     |                                       |                                       |                                       |                                       |                                       |                                       |                                       |                                       |        |        |        |        |        |        |        |        |
|  |                                              |                                         |                                         |                                         |                                         |                                         | 6                                | 6                     |                                       |                                       |                                       |                                       |                                       |                                       |                                       |                                       |        |        |        |        |        |        |        |        |
|  |                                              |                                         | André Ghem Juan Antonio Marín           | (Alt)                                   | 2                                       | 3                                       |                                  |                       |                                       |                                       |                                       |                                       |                                       |                                       |                                       |                                       |        |        |        |        |        |        |        |        |
|  | André Ghem Juan Antonio Marín                | (Alt)                                   | André Ghem Juan Antonio Marín           | (Alt)                                   | 2                                       | 3                                       | 63                               | 6                     | 10                                    |                                       |                                       |                                       |                                       |                                       |                                       |                                       |        |        |        |        |        |        |        |        |
|  | André Ghem Juan Antonio Marín                | (Alt)                                   |                                         |                                         |                                         |                                         |                                  |                       |                                       |                                       |                                       |                                       |                                       |                                       |                                       |                                       |        |        |        |        |        |        |        |        |
|  | Guillermo Hormazábal Hans Podlipnik-Castillo | (WC)                                    | 7                                       | 4                                       | 8                                       |                                         |                                  |                       |                                       |                                       |                                       |                                       |                                       |                                       |                                       |                                       |        |        |        |        |        |        |        |        |
|  | Guillermo Hormazábal Hans Podlipnik-Castillo | (WC)                                    | 7                                       | 4                                       | 8                                       |                                         |                                  |                       | Albert Montañés Rubén Ramírez Hidalgo | Albert Montañés Rubén Ramírez Hidalgo | Albert Montañés Rubén Ramírez Hidalgo | Albert Montañés Rubén Ramírez Hidalgo | Albert Montañés Rubén Ramírez Hidalgo | Albert Montañés Rubén Ramírez Hidalgo |                                       | 4                                     | 6      | 10     |        |        |        |        |        |        |
|  |                                              |                                         |                                         |                                         |                                         |                                         |                                  |                       | Albert Montañés Rubén Ramírez Hidalgo | Albert Montañés Rubén Ramírez Hidalgo | Albert Montañés Rubén Ramírez Hidalgo | Albert Montañés Rubén Ramírez Hidalgo | Albert Montañés Rubén Ramírez Hidalgo | Albert Montañés Rubén Ramírez Hidalgo |                                       | 4                                     | 6      | 10     |        |        |        |        |        |        |
|  | Carlos Berlocq Martín Vassallo Argüello      | Carlos Berlocq Martín Vassallo Argüello | Carlos Berlocq Martín Vassallo Argüello | Carlos Berlocq Martín Vassallo Argüello | Carlos Berlocq Martín Vassallo Argüello | Carlos Berlocq Martín Vassallo Argüello |                                  | 6                     | 4                                     | 8                                     |                                       |                                       |                                       |                                       |                                       |                                       |        |        |        |        |        |        |        |        |
|  | Carlos Berlocq Martín Vassallo Argüello      | Carlos Berlocq Martín Vassallo Argüello | Carlos Berlocq Martín Vassallo Argüello | Carlos Berlocq Martín Vassallo Argüello | Carlos Berlocq Martín Vassallo Argüello | Carlos Berlocq Martín Vassallo Argüello | Pablo Cuevas Adrián García       | 6                     | 4                                     | 8                                     | (4)                                   | forfait                               | forfait                               | forfait                               |                                       |                                       |        |        |        |        |        |        |        |        |
|  |                                              |                                         |                                         |                                         |                                         |                                         | Pablo Cuevas Adrián García       |                       |                                       |                                       | (4)                                   | forfait                               | forfait                               | forfait                               |                                       |                                       |        |        |        |        |        |        |        |        |
|  | Carlos Berlocq Martín Vassallo Argüello      |                                         |                                         |                                         |                                         |                                         |                                  |                       |                                       |                                       |                                       |                                       |                                       |                                       |                                       |                                       |        |        |        |        |        |        |        |        |
|  | Carlos Berlocq Martín Vassallo Argüello      |                                         | 7                                       | 6                                       |                                         |                                         |                                  |                       |                                       |                                       |                                       |                                       |                                       |                                       |                                       |                                       |        |        |        |        |        |        |        |        |
|  | Carlos Berlocq Martín Vassallo Argüello      |                                         |                                         |                                         |                                         |                                         |                                  |                       |                                       |                                       |                                       |                                       |                                       |                                       |                                       |                                       |        |        |        |        |        |        |        |        |
|  |                                              |                                         | Gorka Fraile Iván Navarro               |                                         | 5                                       | 2                                       |                                  |                       |                                       |                                       |                                       |                                       |                                       |                                       |                                       |                                       |        |        |        |        |        |        |        |        |
|  | Ricardo Mello Boris Pašanski                 |                                         | Gorka Fraile Iván Navarro               | 64                                      | 5                                       | 2                                       | 1                                |                       |                                       |                                       |                                       |                                       |                                       |                                       |                                       |                                       |        |        |        |        |        |        |        |        |
|  | Ricardo Mello Boris Pašanski                 |                                         |                                         |                                         |                                         |                                         |                                  |                       |                                       |                                       |                                       |                                       |                                       |                                       |                                       |                                       |        |        |        |        |        |        |        |        |
|  | Gorka Fraile Iván Navarro                    |                                         | 7                                       | 6                                       |                                         |                                         |                                  |                       |                                       |                                       |                                       |                                       |                                       |                                       |                                       |                                       |        |        |        |        |        |        |        |        |
|  | Gorka Fraile Iván Navarro                    |                                         |                                         |                                         |                                         |                                         |                                  |                       |                                       |                                       | Albert Montañés Rubén Ramírez Hidalgo | Albert Montañés Rubén Ramírez Hidalgo | Albert Montañés Rubén Ramírez Hidalgo | Albert Montañés Rubén Ramírez Hidalgo | Albert Montañés Rubén Ramírez Hidalgo | Albert Montañés Rubén Ramírez Hidalgo |        | 6      | 4      | 6      |        |        |        |        |
|  |                                              |                                         |                                         |                                         |                                         |                                         |                                  |                       |                                       |                                       | Albert Montañés Rubén Ramírez Hidalgo | Albert Montañés Rubén Ramírez Hidalgo | Albert Montañés Rubén Ramírez Hidalgo | Albert Montañés Rubén Ramírez Hidalgo | Albert Montañés Rubén Ramírez Hidalgo | Albert Montañés Rubén Ramírez Hidalgo |        | 6      | 4      | 6      |        |        |        |        |
|  | Paul Capdeville Óscar Hernández              | Paul Capdeville Óscar Hernández         | Paul Capdeville Óscar Hernández         | Paul Capdeville Óscar Hernández         | Paul Capdeville Óscar Hernández         | Paul Capdeville Óscar Hernández         |                                  | 4                     | 6                                     | 10                                    |                                       |                                       |                                       |                                       |                                       |                                       |        |        |        |        |        |        |        |        |
|  | Paul Capdeville Óscar Hernández              | Paul Capdeville Óscar Hernández         | Paul Capdeville Óscar Hernández         | Paul Capdeville Óscar Hernández         | Paul Capdeville Óscar Hernández         | Paul Capdeville Óscar Hernández         | Diego Junqueira Olivier Patience | 4                     | 6                                     | 10                                    |                                       | 7                                     | 2                                     | 7                                     |                                       |                                       |        |        |        |        |        |        |        |        |
|  |                                              |                                         |                                         |                                         |                                         |                                         |                                  |                       |                                       |                                       |                                       | 7                                     | 2                                     | 7                                     |                                       |                                       |        |        |        |        |        |        |        |        |
|  | Alessio Di Mauro Albert Portas               |                                         | 64                                      | 6                                       | 10                                      |                                         |                                  |                       |                                       |                                       |                                       |                                       |                                       |                                       |                                       |                                       |        |        |        |        |        |        |        |        |
|  | Alessio Di Mauro Albert Portas               | Alessio Di Mauro Albert Portas          | 64                                      | 6                                       | 10                                      |                                         | 2                                | 6                     | 6                                     |                                       |                                       |                                       |                                       |                                       |                                       |                                       |        |        |        |        |        |        |        |        |
|  |                                              |                                         |                                         |                                         |                                         |                                         | 2                                | 6                     | 6                                     |                                       |                                       |                                       |                                       |                                       |                                       |                                       |        |        |        |        |        |        |        |        |
|  |                                              |                                         | Marcelo Melo André Sá                   | (3)                                     | 6                                       | 2                                       | 10                               |                       |                                       |                                       |                                       |                                       |                                       |                                       |                                       |                                       |        |        |        |        |        |        |        |        |
|  | Gustavo Kuerten Flavio Saretta               | (WC)                                    | Marcelo Melo André Sá                   | (3)                                     | 6                                       | 2                                       | 10                               | 2                     | 3                                     |                                       |                                       |                                       |                                       |                                       |                                       |                                       |        |        |        |        |        |        |        |        |
|  | Gustavo Kuerten Flavio Saretta               | (WC)                                    |                                         |                                         |                                         |                                         |                                  |                       |                                       |                                       |                                       |                                       |                                       |                                       |                                       |                                       |        |        |        |        |        |        |        |        |
|  | Marcelo Melo André Sá                        | (3)                                     | 6                                       | 6                                       |                                         |                                         |                                  |                       |                                       |                                       |                                       |                                       |                                       |                                       |                                       |                                       |        |        |        |        |        |        |        |        |
|  | Marcelo Melo André Sá                        | (3)                                     | 6                                       | 6                                       |                                         |                                         |                                  | Marcelo Melo André Sá | Marcelo Melo André Sá                 | Marcelo Melo André Sá                 | Marcelo Melo André Sá                 | Marcelo Melo André Sá                 | Marcelo Melo André Sá                 | (3)                                   | 6                                     | 5                                     | 9      |        |        |        |        |        |        |        |
|  |                                              |                                         |                                         |                                         |                                         |                                         |                                  | Marcelo Melo André Sá | Marcelo Melo André Sá                 | Marcelo Melo André Sá                 | Marcelo Melo André Sá                 | Marcelo Melo André Sá                 | Marcelo Melo André Sá                 | (3)                                   | 6                                     | 5                                     | 9      |        |        |        |        |        |        |        |
|  | Paul Capdeville Óscar Hernández              | Paul Capdeville Óscar Hernández         | Paul Capdeville Óscar Hernández         | Paul Capdeville Óscar Hernández         | Paul Capdeville Óscar Hernández         | Paul Capdeville Óscar Hernández         |                                  | 1                     | 7                                     | 11                                    |                                       |                                       |                                       |                                       |                                       |                                       |        |        |        |        |        |        |        |        |
|  | Paul Capdeville Óscar Hernández              | Paul Capdeville Óscar Hernández         | Paul Capdeville Óscar Hernández         | Paul Capdeville Óscar Hernández         | Paul Capdeville Óscar Hernández         | Paul Capdeville Óscar Hernández         | Máximo González Diego Hartfield  | 1                     | 7                                     | 11                                    |                                       | 62                                    | 4                                     |                                       |                                       |                                       |        |        |        |        |        |        |        |        |
|  |                                              |                                         |                                         |                                         |                                         |                                         | Máximo González Diego Hartfield  |                       |                                       |                                       |                                       | 62                                    | 4                                     |                                       |                                       |                                       |        |        |        |        |        |        |        |        |
|  | Paul Capdeville Óscar Hernández              |                                         | 7                                       | 6                                       |                                         |                                         |                                  |                       |                                       |                                       |                                       |                                       |                                       |                                       |                                       |                                       |        |        |        |        |        |        |        |        |
|  | Paul Capdeville Óscar Hernández              | Paul Capdeville Óscar Hernández         | 7                                       | 6                                       |                                         | 6                                       | 6                                |                       |                                       |                                       |                                       |                                       |                                       |                                       |                                       |                                       |        |        |        |        |        |        |        |        |
|  |                                              |                                         |                                         |                                         |                                         | 6                                       | 6                                |                       |                                       |                                       |                                       |                                       |                                       |                                       |                                       |                                       |        |        |        |        |        |        |        |        |
|  |                                              |                                         | Juan Pablo Guzmán Mariano Zabaleta      |                                         | 3                                       | 2                                       |                                  |                       |                                       |                                       |                                       |                                       |                                       |                                       |                                       |                                       |        |        |        |        |        |        |        |        |
|  | Juan Pablo Guzmán Mariano Zabaleta           |                                         | Juan Pablo Guzmán Mariano Zabaleta      | 6                                       | 3                                       | 2                                       | 7                                |                       |                                       |                                       |                                       |                                       |                                       |                                       |                                       |                                       |        |        |        |        |        |        |        |        |
|  | Juan Pablo Guzmán Mariano Zabaleta           |                                         |                                         | 6                                       |                                         |                                         | 7                                |                       |                                       |                                       |                                       |                                       |                                       |                                       |                                       |                                       |        |        |        |        |        |        |        |        |
|  | Luis Horna Sergio Roitman                    | (2)                                     | 4                                       | 61                                      |                                         |                                         |                                  |                       |                                       |                                       |                                       |                                       |                                       |                                       |                                       |                                       |        |        |        |        |        |        |        |        |
|  | Luis Horna Sergio Roitman                    | (2)                                     | 4                                       | 61                                      |                                         |                                         |                                  |                       |                                       |                                       |                                       |                                       |                                       |                                       |                                       |                                       |        |        |        |        |        |        |        |        |